# Краковия (стадион)
Стадион Краковии имени Юзефа Пилсудского (пол. Stadion Cracovii im. Józefa Piłsudskiego) — футбольный стадион, расположенный в Кракове (Польша). Вместимость стадиона составляет 15 016 зрителей. Он служит домашней ареной для футбольного клуба «Краковия».
Первоначальный стадион «Краковии» был построен в 1912 году и открыт 31 марта того же года матчем хозяев поля с львовской «Погонью». В 1914 году он был разрушен русскими войсками во время Первой мировой войны, а в следующем году восстановлен. В 1945-1946 годах стадион Краковии восстанавливали от последствий Второй мировой войны. 16 декабря 1963 года он был подожжён неизвестными и сгорел дотла. Новая арена была открыта 11 сентября 1966 года, хотя работы продолжались вплоть до 1967 года.
Старый стадион был снесён в середине 2009 года, и до конца 2010 года на его месте возводили современную арену. Новый стадион соответствует критериям Категории 3 рейтинга стадионов УЕФА.
Проект стадиона неоднократно награждался на многих архитектурных конкурсах. В 2010 году он был удостоен премии Януша Богдановского, присуждаемой за лучшее архитектурное сооружение в городе Краков. Стадион расположен к югу от парка Краковский луг (в краковском районе Звежинец), недалеко от Городского стадиона, домашней арены «Вислы», непримиримого противника «Краковии».
Стадион Краковии с 1936 года носит имя Юзефа Пилсудского, первого главы возрождённого Польского государства, основателя польской армии и маршала Польши.
9 октября 2016 года на стадионе Краковии был проведён отборочный матч чемпионата мира по футболу 2018 года между сборными Украины и Косова из-за того, что Украина на тот момент не признавала косовские паспорта.